# Отой (кладбище)
48°50′28″ с. ш. 2°15′34″ в. д.

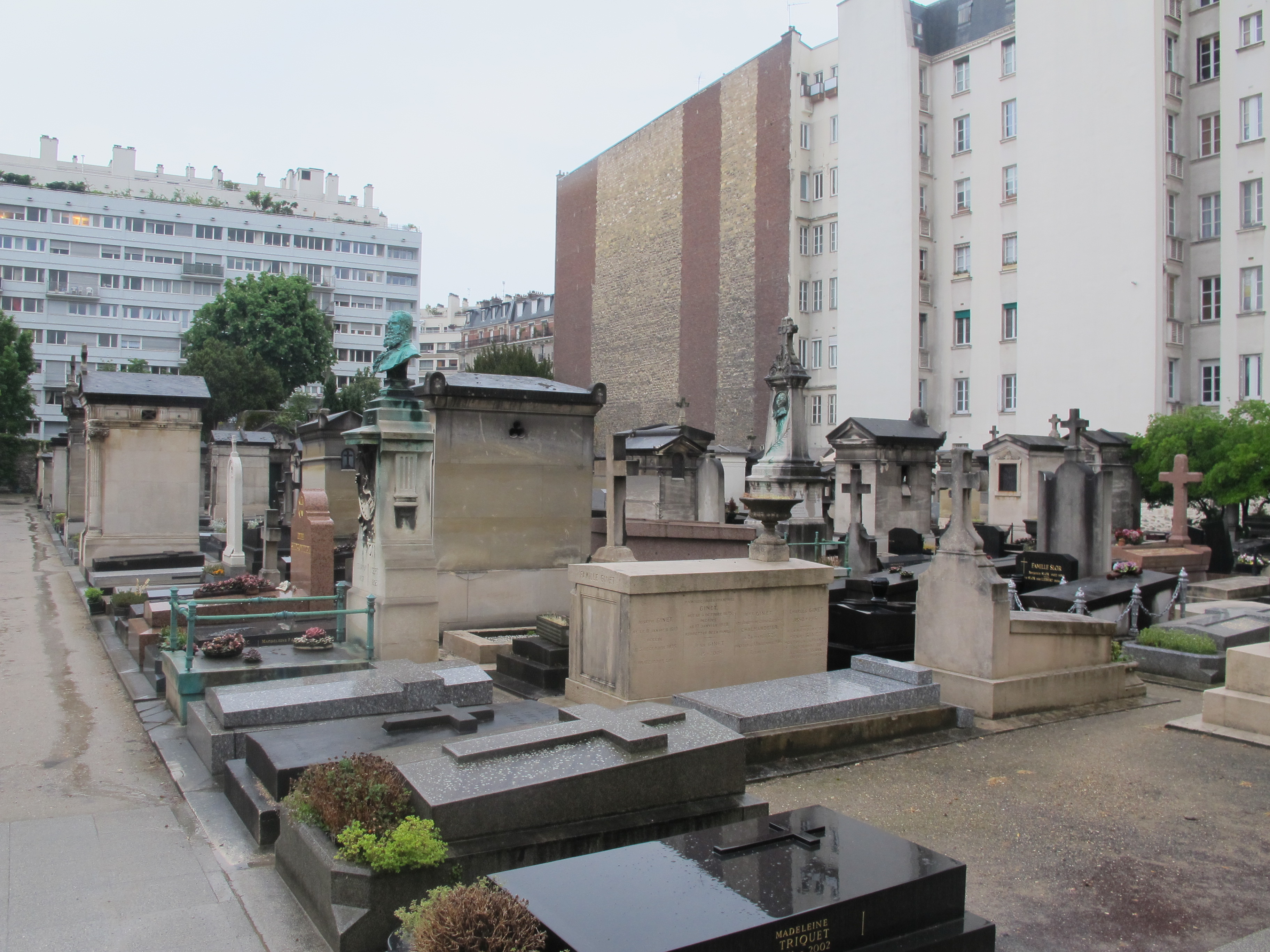
Общий вид кладбища

Отой, Отёй (фр. Cimetière d'Auteuil) — кладбище Парижа, расположенное в южной части XVI муниципального округа.
Возникло как сельское кладбище в период Великой французской революции, когда было решено прекратить захоронения рядом с местной приходской церковью Нотр-Дам (хотя как след старого уничтоженного кладбища на площади перед церковью сохранился надгробный памятник юриста Анри д’Агессо). Официально открыто в 1800 году. В 1843 и 1847 годах территория кладбища расширялась. С вхождением территории бывшей деревни в 1860 году в состав столицы стало городским и вскоре оказалось расположенным в одной из самых престижных частей Парижа.
Площадь кладбища составляет всего лишь 0,72 га, и оно не может похвастаться большим количеством захоронений известных людей. В то же время на кладбище Отой похоронены композиторы Шарль Гуно, Пьер Циммерман и Томас Теллефсен, кинорежиссёр Абель Ганс, сценарист Пьер Гранье-Дефер, художники Поль Гаварни и Адольф Ивон, журналист Ипполит де Вильмесан, математик Адриен-Мари Лежандр, американский инженер и авантюрист Бенджамин Томпсон. Утрачена могила художника Юбера Робера, стела памяти которого установлена на кладбищенской стене. Здесь же были первоначально похоронены философ и политик Пьер Кабанис (чьи останки позднее перенесли в Пантеон) и художник Жан-Батист Карпо (затем перезахороненный в родном Валансьене).